# Judo
Judo nebo džudo (japonsky 柔道, džúdó; doslova jemná cesta) je styl japonského bojového umění a z něj odvozeného úpolového sportu.
Judo, celý název Kodokan Judo (Kódókan džúdó), vzniklo z několika škol jūjutsu, které vyučovaly sebeobranu neozbrojeného člověka v tehdejším pojetí. Sebeobrana řešila skutečné bojové situace, které vznikaly při boji muže proti muži. Jestliže jeden z bojovníků přišel v boji o svou zbraň, nastala situace, kdy musel bojovat o svůj život. Úspěšné provedení technik pak končilo smrtí útočníka jeho uškrcením nebo jeho destruktivním poškozením, tj. otřesem, zlomeninou, atd. Cílem juda je mít možnost volby, zda při úspěšně provedené obraně útočníka poraním, nebo nad ním pouze získám kontrolu a vysvětlím mu marnost jeho počínání. Tomuto cíli odpovídá i skladba technik (japonsky waza). Kolébkou juda je Tokio v Japonsku.

## Historie

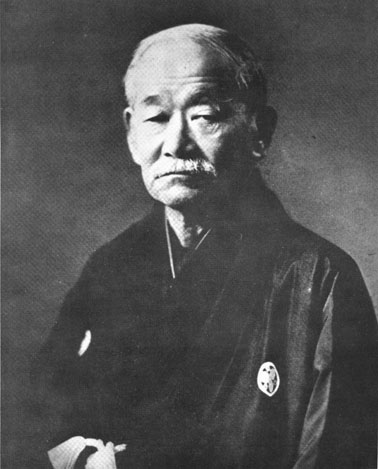
Džigoró Kanó

Kodokan Judo založil profesor Džigoró Kanó (angl. trans. Jigoro Kano) v roce 1882. Motivem ke studiu džiu-džitsu a jiných bojových technik byl úsek jeho života na střední škole, kde musel snášet mnohé fyzické násilí od silnějších spolužáků. Jeho poznání při studiu různých forem bojových umění u uznávaných mistrů pak přepracoval ve vlastní styl bojového umění (tehdy také nazývaného Kano-rjú-džiu-džitsu), který nazval Kodokan Judo, aby se odlišil od již existující školy džiu-džitsu, která se také jmenovala džúdó.
Uznání nového stylu ostatními školami došlo po tzv. utkání pravdy (dóžó džaburi, angl. trans. dojo yaburi) mezi školami Kodokan a Tocuka, ve kterém Kanovi bojovníci vyhráli všech jedenáct utkání. Toto rozhodné a přesvědčivé vítězství zajistilo Kodokanu prvenství před všemi starými školami džiu-džitsu, a to nejen pokud jde o vnitřní náplň a morální působení nového systému, nýbrž i pokud jde o jeho praktickou cenu v boji.
V pozdějších letech prosadil Džigoró Kanó jako ministr školství výuku juda na školách v Japonsku a rozšířil ji na tělovýchovný systém. V současné době mají studenti možnost výběru mezi kendó a judo. Judo se také začali učit japonští policisté v rámci profesního výcviku.
V roce 1964 se stalo judo olympijským sportem. Na území dnešního Česka se vznik juda datuje k roku 1919, kdy vysokoškolský sport zahájil první kurzy, a na ně navázala armáda s kurzy sebeobrany.

## Princip juda
Kodokan Judo je tzv. měkká škola, kde proti síle útoku nejde síla obránce, ale obránce se snaží využít síly (setrvačnosti) útoku k jeho eliminaci (doba nástupu chvatu obránce je kratší než reakční doba útočníka), na rozdíl od např. karate, kde jde síla obrany proti síle útoku. Dvě základní hesla juda jsou: Minimální úsilí – maximální účinnost Seirjoku zenjó (angl. trans. Seiryoku-zenyo) a vzájemný prospěch Džita kjoei (angl. trans. Jita-kyoei). První princip znamená využívat co nejúčinněji svou sílu a umožňuje porazit i fyzicky silnějšího soupeře. Druhý princip učí vzájemnému respektu mezi lidmi.

## Technický systém
Kodokan judo obsahuje řadu průpravných cvičení především pády ukemi. Dále obsahuje čtyři hlavní skupiny technik waza:
- techniky hodů a strhů nage-waza (techniky v postoji)
- techniky škrcení, páčení a držení ne-waza (techniky na zemi)
- techniky úderů atemi-waza
- techniky hodů pákou aiki-waza[2]

Techniky hodů jsou vyučovány podle schématu Gokyo waza od nejlehčích po složitější. Aplikace technik je učena dvěma způsoby. První je způsob cvičného boje randori. Rozlišujte od závodu shiai. Randori způsob nácviku, kde nezáleží na vítězi, neboť se z něho učí oba dva. Shiai je závod, kde jde o bodované vítězství. Druhý způsob nácviku technik jsou sestavy katy. Kata je sestava s přesně danou formou mimo jiné také proto, aby bylo možné nacvičovat i úderové techniky a obranu proti zbraním. Oficiální systém obsahuje osm základních kat:
- Nage no kata, sestava hodů
- Katame no kata, sestava znehybnění
- Kime no kata, sestava staré sebeobrany
- Gošin džucu no kata (angl. trans. Goshin jutsu no kata), sestava moderní sebeobrany
- Džu no kata (angl. trans. Ju no kata), sestava pružnosti
- Icucu no kata, sestava pěti základních principů
- Košiki no kata (angl. trans. Koshiki no kata), sestava starých forem
- Seirjoku zenjo kokumin taiku angl. trans. Sei ryoku zenyo kokumin taiiku, sestava maximálně účinného fyzického cvičení

## Technické stupně
Spolu s novým stylem zavedl Kanó i systém technických stupňů, který později využily i další školy. Technické stupně se dělí na žákovské kjú (級, někdy pomocí angl. přepisu kyu) a mistrovské dany (段, dan). Stupně se odlišují podle barvy pásku (obi). Kodokan rozlišuje pět žákovských stupňů (5.–1. kjú), které nosí bílé obi, a deset mistrovských stupňů (1.–10. dan), které pro 1. až 5. dan nosí černé obi, 6. až 8. dan mohou nosit červené obi s bílým pruhem a 9. a 10. dan mohou nosit čistě červené obi. Danové stupně nosí běžně černé obi a červeno-bílé a červené nosí pouze na slavnostní příležitosti.
V Evropě se ve sportovním judu používá více žákovských stupňů (1.–6. kjú), které jsou navíc více barevně rozlišeny (viz tabulka níže). Značení i počet stupňů se liší podle jednotlivých zemí. U dětí se navíc používá i různé barvení konců a proužků.
| stupeň  | název    | pás                     | barva |
| 6. kyu  | roko-kyú | bílý                    |       |
| 5. kyu  | go-kyú   | žlutý                   |       |
| 4. kyu  | ši-kyú   | oranžový                |       |
| 3. kyu  | san-kyú  | zelený                  |       |
| 2. kyu  | ni-kyú   | modrý                   |       |
| 1. kyu  | ik-kyú   | hnědý                   |       |
| 1. dan  | šo-dan   | černý                   |       |
| 2. dan  | ni-dan   | černý                   |       |
| 3. dan  | san-dan  | černý                   |       |
| 4. dan  | jon-dan  | černý                   |       |
| 5. dan  | go-dan   | černý                   |       |
| 6. dan  | roku-dan | černý nebo červeno-bílý |       |
| 7. dan  | šiči-dan | černý nebo červeno-bílý |       |
| 8. dan  | hači-dan | černý nebo červeno-bílý |       |
| 9. dan  | ku-dan   | černý nebo červený      |       |
| 10. dan | džú-dan  | černý nebo červený      |       |

## Sportovní judo

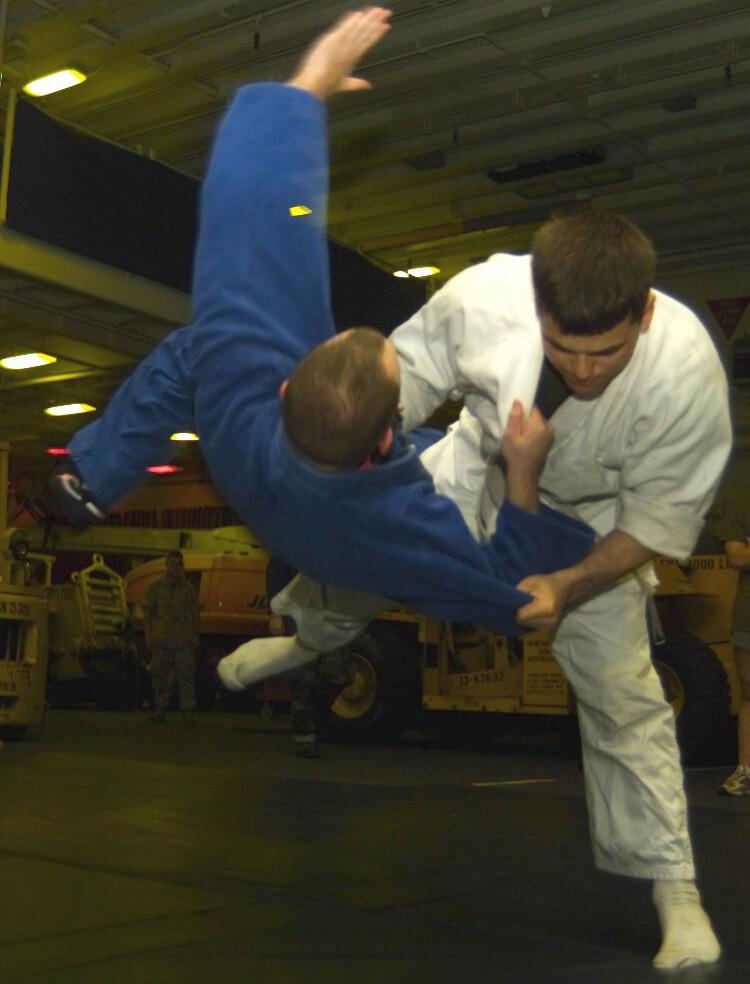
Dvojice cvičenců provádějící chvat Ó soto gari což znamená Velký Vnější Podmet

Judo, které divák sleduje například na olympijských hrách, se v mnoha případech liší od juda, se kterým se může setkat při návštěvě oddílu (doja) ve svém okolí. Sportovní judo (šiai) též označované jako japonský zápas vzniklo v 60. letech vstupem juda na olympijské hry. Dříve mezi sebou bojovali judisté podle technických stupňů, které zaručovalo, že dotyčný judista zvládá širokou škálu technik, které se učí po příchodu do dojo. Zavedením soubojů ve váhových kategoriích, které si dal mezinárodní olympijský výbor jako podmínku vstupu juda na olympijské hry, vznikl odlišný způsob chápaní tohoto bojového umění. Současné motto judistů „Judo more than sport“ (česky Judo, více než sport) na tuto věc nepřímo poukazuje.
Sportovní judo od amatérského zápasu odlišuje především judistické kimono zvané judogi. Judokovo judogi je hlavní slabinou, kterou používá jeho soupeř k aplikování svých technik. Judogi má přísně definované rozměry a jeho komerční využití je tak především pro ženy problematické. Použití soupeřova judogi a jeho energie ve svůj prospěch je jednou z nejtěžších věcí k naučení. Řada judistů k tomuto nikdy nedospěje a je nucena používat jiných způsobů.
Nedílnou výbavou každého judisty (judoky) by měla být znalost souborů technik, které poprvé definoval zakladatel juda Džigoró Kanó v 19. století. Kanó jako student jiu-jitsu shromáždil všechny známé, často používané techniky jiu-jitsu a udělal v tomto chaotickém systému řád. Nebyl jediný, kdo se o toto pokusil, ale on svůj systém (Judo) dokázal prodat. V dnešní době je judo pro svoji finanční nenáročnost (judogi, žíněnka, tělocvična a sensei) celosvětově rozšířeným sportem a prakticky každý profesionální bojovník MMA má základy boje na zemi z jiu-jitsu (judo, brazilské jiu-jitsu, sambo).

### Způsob boje
Boj probíhá v místnosti (dojo) na žíněnkách (tatami) v oblecích (judogi) převázaných páskem (obi) barvy označující stupeň technické vyspělosti bojovníka. Primární dělení zápasu v judu je na boj v postoji (nage-waza) a boj na zemi (ne-waza). Termín nage-waza se na rozdíl od ne-waza prakticky nepoužívá. Jedním z důvodů je fakt, že judisté začínají bojovat v postoji. Souboj nikdy nezačíná na zemi. Použití slova ne-waza je v judu problematické, učitelé (senseiové) ho v dojo neradi slyší. Při zápase sportovním (šiai) či cvičném (randori) však v řadě případů dochází pouze k ne-waza, často bez úspěšného vyžití bodované techniky.
- Ne-waza (boj na zemi)
  - Katame-waza (techniky znehybnění)
    - Osaekomi-waza (techniky držení) – Lukáš Krpálek, Katsuhiko Kashiwazaki, Nobuyuki Sato
    - Kansecu-waza (techniky páčení) – Katsuhiko Kashiwazaki
    - Šime-waza (techniky škrcení) – Katsuhiko Kashiwazaki, Neil Adams

Boj v postoji (nage-waza) je na rozdíl od boje na zemi techničtější a pro řadu bojovníku limitujícím prvkem v souboji. K úspěšnému zvládnutí technik v postoji je potřeba kvalitního úchopu soupeřova judogi. Boj o úchop a jeho následný způsob (kumikata) je první fází k nástupu do techniky. Ten rozlišuje technicky výborného judistu od průměrného nebo judisty vyznávající zápasnické (silové) judo. Techniky v postoji se dělí na techniky tači-waza. Do tači-waza patří techniky jejichž provedení se dále popisuje třemi místy na těle, kde je vedena hlavní energie hodu. Těmito třemi části těla jsou ruce (te-waza), boky (goši-waza) a nohy (aši-waza). Specifickým balíčkem technik jsou techniky strhů (sutemi-waza), které se řadí do nage-waza, ale v převážné většině slouží k přechodu z nage-waza (boj v postoji) do ne-waza (boj na zemi). V tomto směru je nutno podotknout, že některé techniky spadající do technik boje na zemi (katame-waza) se dají provádět z postoje (například páčení).
- Nage-waza (boj v postoji)
  - Tači-waza (techniky hodů)
    - Te-waza (techniky paží/rukou) – Tošihiko Koga, Alexandr Jurečka, Vladimír Nevzorov, Angelo Parisi, Neil Adams
    - Goši-waza (techniky boků) – Ilias Iliadis, Lukáš Krpálek, Jean- luc Rouge
    - Aši-waza (techniky nohou) – Kósei Inoue, Jaromír Ježek, Jaromír Musil, Jasuhiro Jamašita, Hitoši Sugai, Keidži Suzuki, Angelo Parisi, Nabuyuki Sato

  - Sutemi-waza (techniky strhů) – Tamerlan Tmenov, Pavel Petřikov, Lukáš Krpálek, Jaromír Ježek, Katsuhiko Kašiwazaki

Ve sportovním judu jsou zakázány atemi-waza (techniky úderů) a aiki-waza (techniky hodů pákou), zvláště jsou zakázány techniky (kinši-waza), které přímo vedou k vážnému zranění soupeře.

### Základní myšlenky boje
| Body | Kladné   | Trestné      |
| ---- | -------- | ------------ |
| 3    | koka     | šido         |
| 5    | yuko     | čui          |
| 7    | waza-ari | keikoku      |
| 10   | ippon    | hansoku-make |

Boj začínají oba aktéři úklonem rei. Rozhodčí boj zahájí slovem hadžime a přerušuje slovem mate. Rozhodčí boj může znehybnět slovem sonomama pro detailní prověření okamžité situace (týká se boje na zemi) a opět nechat pokračovat slovem joši. Základní ideou juda je boj s cílem soupeře dostat na lopatky některou z povolených technik boje v postoji.
Provedení techniky v postoji rozhodčí boduje dvěma stupni:
- ippon – provedení techniky je dostatečně razantní a soupeř dopadne lopatkami na zem (od roku 2013 může dopadnout do mostu)
- wazari – jeden z výše uvedených faktorů není splněn, například soupeř spadne na lopatky, ale technika není provedená dostatečně razantně

Pokud v případném následném boji na zemi dojde k držení soupeře zahlásí rozhodčí osaekomi, při přerušení držení zahlásí rozhodčí toketa. Při dosažení dostatečně dlouhého držení rozhodčí boduje dvěma stupni:
- ippon – držení po dobu 20 sekund
- wazari – držení po dobu alespoň 10 sekund

Pokud v případném následném boji na zemi dojde ke škrcení či páčení, a je-li dostatečně účinné, je soupeř nucen boj vzdát poklepáním na soupeře čí žíněnku, rozhodčí boj ukončí hodnocením:
- ippon

Rozhodčí zápas ukončuje  slovem soremade, při bodování stupněm ippon okamžitě, jinak výsledek po vypršení časového limitu zápasu závisí na průběžném bodování. Nerozhodný výsledek zápasu hlásí rozhodčí slovem hikiwake.
Od roku 2018 opět platí pravidlo, že dvě wazari znamenají ippon. Toto pravidlo bylo původně zrušeno v roce 2017.
Do roku 2017 byl v platnosti stupeň yuko (soupeř spadne na bok) ale s nástupem nových pravidel pro rok 2017 jsou všechny techniky, které byly dříve hodnoceny jako yuka hodnocena jako wazari, zároveň ale už neplatí.
Do roku 2009 byl v platnosti čtvrtý stupeň koka (soupeř spadl na zadek nebo jen upadl), ale v rámci usnadnění úlohy rozhodčím byl zrušen.
Realita ovšem se základními myšlenkami má jen málo společného. Každý zápas je časově omezen a většina judistů (Evropané především) po skórování nižším stupněm hodnocení jeví maximální zájem skóre udržet až do konce časové doby. Jako nástroje používají bezdůvodné padání na zem, falešné útoky, hluboký předklon, aby se k nim soupeř nemohl dostat nebo brání v úchopu. Proti tomuto způsobu se zavedlo napomínání (šido). Pokud judista dostane tři (dle pravidel platných od šida následuje hansoku-make (dq) (oficiálně každý stupeň napomínání má svůj japonský výraz). Našli se i tací judisté (těžké váhy především), kteří se naučili skórovat pouze na základě napomínání soupeře. Jde o takticky vyzrálý výkon, ale divácky neatraktivní. Mezinárodní judistická federace jako každá organizace bojuje o sponzory a tak se změnou pravidel snaží podobnému způsobu boje bránit. Od roku 2013 se již za napomínání soupeře neudělují body.
Každý judista by si měl vést poznámky o svých soupeřích. O jejich silných a slabých stránkách. V případě jeho silných stránek mít proti jeho dominantní technice natrénovaný kontrachvat (kaeši-waza) a v případě jeho slabých stránek umět té situace využít ve svůj prospěch.
Velice důležité je umět zkombinovat více technik dohromady (ranreku-waza) k poslání soupeře na lopatky (ippon). Toto však obnáší již hluboké studium juda.

## Hmotnostní kategorie na LOH
| Kategorie             | Muži                                             | Ženy                                      |
| --------------------- | ------------------------------------------------ | ----------------------------------------- |
| Superlehká            | Superlehká váha                                  | Superlehká váha                           |
| Pololehká             | Pololehká váha                                   | Pololehká váha                            |
| Lehká                 | Lehká váha                                       | Lehká váha                                |
| Polostřední           | Polostřední váha                                 | Polostřední váha                          |
| Střední               | Střední váha                                     | Střední váha                              |
| Polotěžká             | Polotěžká váha                                   | Polotěžká váha                            |
| Těžká                 | Těžká váha                                       | Těžká váha                                |
| Bez rozdílu hmotnosti | Bez rozdílu hmotnosti (není již na programu LOH) |                                           |
| Smíšená družstva      | Smíšená družstva (v programu LOH od 2020)        | Smíšená družstva (v programu LOH od 2020) |

## Judisté z ČR

### Muži
- Československo
  - Jiří Mašín (15.3.1930) (těžká váha) – 3. místo na ME 1957 v Rotterdamu, Holandsko, zakladatel a trenér Slávia VŠ Praha.
  - Leopold Pišín (27.3.1935) (welterová/střední váha) – 3. místo mistrovství Evropy 1957 v Rotterdamu, Holandsko.

od zavedení váhových kategorií od roku 1964:
- Československo
  - Michal Vachun (lehká váha) – první účastník mistrovství světa, MS 1965 v Riu
  - František Jákl (lehká váha) – 3. místo akademický mistr Evropy, 1966
  - Petr Jákl starší (střední váha) – první účastník letních olympijských her, LOH Mnichov 1972
  - Vladimír Novák (těžká váha) – první mezinárodně úspěšný judista. Druhé a třetí místo v polovině 70. let ME 1975 3, ME 1976 2
  - Vladimír Kocman (těžká váha) – první olympijská medaile LOH 1980 , MS 1981 , MS 1983 , ME 1984 
  - Pavel Petřikov (starší) (superlehká, pololehká váha) – ME 1989 , MS 1981 
  - Petr Šedivák (superlehká váha) – ME 1989 
  - Jaroslav Kříž (pololehká váha) – 2x stříbrná medaile z ME
  - Jiří Sosna (polotěžká váha) – ME 1986 , ME 1988 , ME 1989 , MS 1991 
  - Josef Věnsek (lehká váha) – ME 1991

- Česká republika

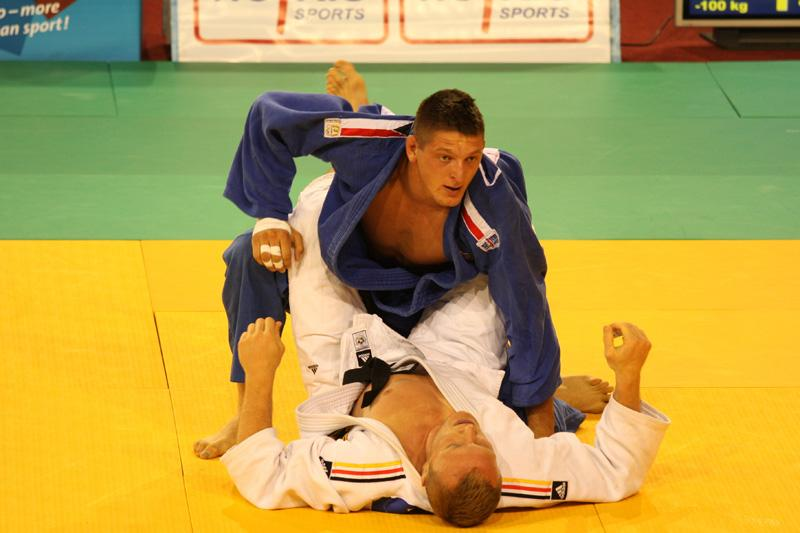
Lukáš Krpálek v zápase Dmitrijem Petersem na SP Praha 2012

- - Petr Jákl (mladší), (polotěžká, těžká váha) – nejúspěšnější český mužský judista druhé poloviny 90. let
  - Pavel Petřikov (mladší), (superlehká váha) – první mužská kapka do nové vlny českého judo
  - Jaromír Ježek (lehká váha) – ME 2011 
  - Lukáš Krpálek (polotěžká a těžká váha) – dvojnásobný juniorský MS, MS 2011 , MS 2014 , LOH 2016 , MS 2019 , LOH 2020

### Ženy
od zavedení váhových kategorií
- Československo
  - Lenka Šindlerová (polostřední váha) – ME 1989
- Česká republika
  - Radka Coufalová (roz. Štusáková) (polostřední váha) – ME 1994 , ME 1996 , ME 1998 , ME 2001 
  - Michaela Kváčková (roz. Vernerová) (lehká váha) – ME 1997 , ME 1999 , ME 2000 , MS 1999 
  - Andrea Pokorná (roz. Pažoutová) (střední váha) – ME 2004 
  - Lucie Chytrá (pololehká váha) – první ženská kapka do nové vlny českého Juda
  - Markéta Paulusová Současná mistryně České republiky

## Výsledky
- Sezóna 2013
- Sezóna 2014
- Sezóna 2015
- Sezóna 2016
- Sezóna 2017
- Sezóna 2018